# Stanisław Ignatowicz (entomolog)
Stanisław Ignatowicz (ur. 10 kwietnia 1949 w Pasłęku) – polski entomolog i akarolog.

## Życiorys
W 1972 ukończył studia na Uniwersytecie Mikołaja Kopernika w Toruniu, w 1976 obronił doktorat w Szkole Głównej Gospodarstwa Wiejskiego w Warszawie, w 1986 habilitował się, w 1991 został profesorem nadzwyczajnym, a w 1996 zwyczajnym. Jest pracownikiem Wydziału Ogrodnictwa, Biotechnologii i Architektury Krajobrazu, Katedry Entomologii Stosowanej SGGW.

## Praca naukowa
Stanisław Ignatowicz zajmuje się entomologią i akarologią stosowaną, prowadzi badania nad zastosowaniem promieniowania jonizującego w zwalczaniu szkodników, bada metody zwalczania szkodników produktów przechowywanych, szkodników upraw grzybów hodowlanych i szkodników kwarantannowych oraz bionomię i ekologię szkodników sanitarnych. Zajmuje się wyjaśnianiem genetycznych podstaw dziedziczenia diapauzy u przędziorków, podejmował próby zastosowania produktów pochodzenia roślinnego podczas ochrony przechowywanych produktów przed szkodnikami. Szczególnie skupił się nad metodami zwalczania roztoczy atakujących uprawy pieczarek i boczniaka.
Dotychczasowy dorobek Stanisława Ignatowicza stanowi ponad 100 publikacji naukowych, autorstwo 1 skryptu, współautorstwo 4 podręczników oraz 200 artykułów popularno-naukowych. Jest wieloletnim przewodniczącym Komisji Rewizyjnej Zarządu Głównego Polskiego Towarzystwa Entomologicznego.